# Иоанн Дука Ангел Палеолог Рауль Ласкарис Торник Филантропин Асень
Иоанн Дука Ангел Палеолог Рауль Ласкарис Торник Филантропин Асень (1444-1449) — византийский ребенок благородного происхождения. 
О существовании этого человека известно лишь из уничтоженного пожаром 1934 года изображения - надгробного портрета-иконы с надписью, которое находилось в монастыре Мега-Спилео близ Калавриты (сохранилась фотография). Оно представляло собой изображение ребёнка — мальчика в имперской хламиде, поддерживаемого двуглавыми орлами, окруженными кругами и драконами. Над младенцем была изображена Богородица, а между ними частично сохранившаяся надпись и эпиграмма трехстопным ямбом. Портрет Иоанна Асена сопровождался эпиграммой (не менее двенадцати строк), которая первоначально была начертана на раме иконы, но позже была скопирована на саму икону. Эпиграмма оплакивает смерть ребенка и сравнивает его с «цветком, срезанным прежде времени».
Родственник неназванной византийской императрицы-консорта, он примечателен необычным количеством своих фамилий, указывающих на прямое происхождение от восьми видных византийских дворянских домов.
На основе сравнительного анализа и полной просопографии выдвигаются две гипотезы идентификации:
1. сын Деметрия Палеолога
2. сын Фомы Палеолога

Возможно, он - гипотетический наследник морейской деспотии и титулярный наследник Римской империи накануне взятия Константинополя (1453). 